# Лопухин, Алексей Александрович (1864)
Алексе́й Алекса́ндрович Лопухи́н (1864, Орёл — 1 марта 1928, Париж) — русский судебный и административный деятель из рода Лопухиных, директор департамента полиции в 1902—1905 годах, действительный статский советник.

## Происхождение и семья
Сын прокурора Петербургской судебной палаты Александра Лопухина (1839—1895) и Елизаветы Голохвастовой (1841—1909), внук лермонтовского приятеля Алексея Лопухина и писателя Дмитрия Голохвастова. Родился в 1864 году в Орле. Его младшие братья — герой Первой мировой войны генерал Д. А. Лопухин и губернатор В. А. Лопухин.
Жена — княжна Екатерина Дмитриевна Урусова (1868—1930), сестра С. Д. Урусова. В 1889 году у них родилась дочь Варвара, в замужестве Чичерина.

## Биография
Семья Лопухина была не слишком богата, но и не бедна: по наследству Лопухин получил свыше 1000 десятин земли в Орловской и Смоленской губерниях. В Орловской мужской гимназии его одноклассником был П. А. Столыпин. В 1881 году он поступил на юридический факультет Московского университета, который окончил со степенью кандидата прав. В университетские годы был близок к умеренно-либеральным кругам и дружил с князем С. Н. Трубецким.
С 1886 года находился на службе в Тульском окружном суде, с 1890 года — товарищ прокурора Рязанского окружного суда, а с 1893 года — Московского окружного суда. В этом качестве Лопухин, в частности, расследовал дело приват-доцента Московского университета П. Н. Милюкова. «Либерализм Лопухина, — вспоминал Милюков, — не помешал ему произвести расследование по всем правилам искусства. Он привёз с собой стенографическую копию моих нижегородских лекций с подчёркнутыми красным карандашом криминальными местами и заставил меня раскрыть их смысл». В 1896 году Лопухин был назначен прокурором Тверского окружного суда, в 1899 году — Московского, а в 1900 году — Петербургского окружного суда. В 1902 году стал прокурором Харьковской судебной палаты.

### Во главе Департамента полиции
В 1902 году министр внутренних дел Вячеслав Плеве назначил Лопухина исполняющим обязанности директора департамента полиции, а в 1903 году утвердил в этой должности. В том же году Лопухин получил чин действительного статского советника. Человек либеральных взглядов, Лопухин на этом посту выступил решительным противником системы полицейской провокации. В 1904 году под его руководством было составлено «Временное положение об охранных отделениях», которое запрещало начальникам охранных отделений использовать секретных агентов для организации государственных преступлений; Лопухин подал на имя императора аналитическую записку, в которой утверждал, что с революцией следует бороться не только с помощью полицейских мер, но и с помощью законодательных реформ. Вместе с тем сам Лопухин на своем посту с инициативами преобразований не нашёл поддержки у министра внутренних дел Плеве и с чувством разочарования был вынужден оставить попытки что либо изменить, однако в отставку не ушёл. Он не стал слушать предложений опытного начальника Особого отдела Л.А.Ратаева о необходимости реформы полиции по объединению различных службы под одним руководством и согласованию ее работы, вместе с тем уволил с поста руководителя заграничного отделения Рачковского и много других старых кадровых сотрудников, заменив их неопытными новичками, иногда вовсе не служившими в полиции. Пытаясь реализовать идею развития секретной агентуры, Лопухин истратил за неполные два года 5 млн. рублей, лишив Департамент Полиции финансовых средств непосредственно перед началом русско-японской войны и революционного кризиса. Главные усилия Лопухина через его доверенного сотрудника С.В.Зубатова сводились к наведению "дисциплины и законности", как это понимал сам министр - агенты должны были вступать в организации, не ведя активной деятельности, и регулярно информировать Департамент полиции. 
В бытность Лопухина директором департамента полиции в стране начались революционные события. В 1904 году террористом Егором Созоновым был убит министр внутренних дел Плеве, в конце 1904 — начале 1905 года в Петербурге и Москве прокатилась волна забастовок; 9 января 1905 года организованное священником Георгием Гапоном шествие к Зимнему дворцу было расстреляно. Принятые департаментом полиции меры по аресту Гапона не увенчались успехом. Когда Охранному отделению стало известно, что эсеры вынесли «смертный приговор» великому князю Сергею Александровичу, в то время командующему Московским военным округом, генерал-губернатор Петербурга Дмитрий Трепов просил Лопухина ассигновать 30 тысяч рублей для усиления охраны великого князя. Лопухин отказал и 4 февраля 1905 года великий князь был убит эсером-боевиком Иваном Каляевым. Лопухин был обвинён в непринятии необходимых мер для его охраны и 4 марта 1905 года смещён с поста директора департамента полиции.

### В 1905—1907 годах
Лопухин был назначен губернатором Эстляндии. Неприятие сугубо полицейских методов борьбы с революцией позволило ему продержаться на этом посту всего полгода. В то время как в разных городах Российской империи, включая Петербург и Москву, полиция боролась с революцией с помощью погромщиков из «Союза русского народа» и других аналогичных организаций, Лопухин в Эстляндии призвал революционных рабочих организовать вооружённые отряды для помощи полиции в борьбе с погромщиками, и рабочие откликнулись на этот призыв; 27 октября 1905 года Лопухин был обвинён в попустительстве революционному движению и уволен от должности губернатора с причислением к Министерству внутренних дел.
Уже в Эстляндии Лопухин фактически оказался в лагере оппозиции и по возвращении в Петербург, проведя собственное расследование, в 1906 году выступил с разоблачениями деятельности Департамента полиции. В октябре 1906 года он подал министру внутренних дел П. А. Столыпину рапорт, в котором сообщал о том, что в помещении губернского жандармского управления печатались листовки с призывами к погромам, что полиция сама организует черносотенные банды и об их деятельности комендант императорского двора лично докладывает Николаю II; Лопухин утверждал, что только благодаря деятельности Петербургского совета рабочих депутатов столица избежала погромов, произошедших в ряде других городов. Копию своего рапорта Лопухин направил в суд, где проходили слушания по делу Петербургского совета, и изъявил готовность выступить в качестве свидетеля. Суд, однако, отказался заслушать его показания: письмо Лопухина, зачитанное в заседании 13 октября, и без того произвело эффект разорвавшейся бомбы.
Об этой деятельности полиции и о заявлении капитана жандармского корпуса М. С. Комиссарова: «Погром устроить можно какой угодно, хотите на десять человек, а хотите на десять тысяч», — Лопухин ещё в начале 1906 года сообщал С. Ю. Витте (будучи в то время ещё премьер-министром, Витте не дал хода делу) и товарищу министра внутренних дел С. Д. Урусову, с которым был связан родственными узами. Став депутатом I Государственной думы, князь Урусов в июне обнародовал результаты расследования Лопухина, Дума сделала запрос Столыпину, который, однако, отрицал как существование типографии, так и причастность полиции к погромам.
Уволенный из министерства внутренних дел (и сам оказавшийся под наблюдением Департамента полиции), Лопухин пытался вступить в коллегию присяжных поверенных, но получил отказ, как бывший сотрудник полиции; он занялся частной юридической практикой, а позже предпринимательством, учредив акционерное общество. Из-за прежней службы в полиции Лопухину было отказано и в приёме в конституционно-демократическую партию.
Ничего не добившись ни в суде, ни в Думе, вскоре распущенной Столыпиным, Лопухин результаты своих расследований изложил в книге «Из итогов служебного опыта. Настоящее и будущее русской полиции», изданной в 1907 году. Известный петербургский журналист В. Л. Бурцев, издававший в то время исторический журнал «Былое», не раз обращался к Лопухину с просьбой написать для этого журнала воспоминания; но Лопухин отказывался, не желая разглашать то, что разглашению не подлежало.

### Дело Азефа
В истории имя А. А. Лопухина связывается в первую очередь с делом Е. Ф. Азефа, в разоблачении которого бывший директор Департамента полиции сыграл важную роль.
В 1906 году к В. Л. Бурцеву пришел чиновник для особых поручений при варшавском охранном отделении М. Е. Бакай и, по словам Б. Савинкова, «сперва предложил… некоторые секретные документы для напечатания, а затем указал ему приметы и имена ряда секретных полицейских сотрудников». Так, Бакай сообщал, что среди членов партии эсеров с момента её основания был «один субъект, по профессии инженер, — он был провокатором, носил псевдоним у охранников „Раскин“ и числился при департаменте полиции». Бакай рассказал Бурцеву все, что ему было известно об этом агенте, и, проведя собственное расследование, Бурцев вышел на руководителя Боевой организации партии эсеров. За подтверждением он в сентябре 1908 года обратился к Лопухину.
По свидетельству Бурцева, Лопухин только теперь, слушая его рассказ о деятельности «Раскина», осознал, что полиция через своего агента оказалась прямо причастна к убийству Плеве и великого князя Сергея Александровича, и был этим потрясён. Он подтвердил, что «Раскин» — не кто иной, как Азеф, и позволил Бурцеву сообщить об этом одному из членов партии эсеров, по его собственному выбору. Бурцев выбрал Савинкова.
Однако лидерам партии эсеров настолько не хотелось верить в провокаторство руководителя Боевой организации, что к партийному суду был привлечён не Азеф, а Бурцев — за клевету. Бурцев ссылался на Лопухина, — А. А. Аргунов отправился в Петербург собирать сведения о Лопухине; однако, по свидетельству Савинкова, ровно ничего компрометирующего не обнаружил.
Хотя имя главного свидетеля не разглашалось, Азеф догадался, кто из осведомлённых людей может свидетельствовать против него. Он отправился в Петербург к Лопухину с просьбой сохранить его тайну. Лопухин при виде Азефа был поражён, поскольку был уверен, что Азеф был убит эсерами вместе с провокатором Н. Ю. Татаровым. Встреча с «выходцем с того света» утвердила его в намерении рассказать о деталях провокации Аргунову и отказать исполнить просьбу Азефа (как и требование начальника Петербургского охранного отделения А. В. Герасимова, который по жалобе своего агента 10 дней спустя нанёс визит Лопухину), всякое иное решение означало выставить клеветником Бурцева. Отказавшись брать на себя какие бы то ни было обязательства, Лопухин позже, в Лондоне, рассказал о визите Азефа В. М. Чернову, А. А. Аргунову и Савинкову, — именно это посещение, а точнее, ложное алиби, неаккуратно сфабрикованное полицией для Азефа (который по легенде в это время должен был находиться в Берлине), и развеяло последние сомнения в его провокаторстве.

### Дело Лопухина
Раскрывая тайного агента полиции, Лопухин знал, на что идёт. Прощаясь, лидеры эсеров благодарили его за оказанную услугу, на что Лопухин сухо ответил: «Не стоит. Я руковожусь соображениями общечеловеческого свойства и потому мои действия не следует рассматривать как услугу партии социалистов-революционеров…»
7 (20) января 1909 года ЦК ПСР обнародовал свой отчёт по делу Азефа, и, как ни старались авторы отчёта вывести из-под удара Лопухина, у премьер-министра не было сомнений в том, кто является главным свидетелем. Лопухин был арестован по обвинению в государственной измене (выдаче государственной тайны) и препровождён в «Кресты». В апреле 1909 года он предстал перед судом. Защитником Лопухина был А. Я. Пассовер. К процессу, за которым следила вся страна (ещё в феврале Государственная дума сделал премьер-министру запрос по поводу Азефа и провокаторства вообще), были привлечены в качестве свидетелей высокопоставленные чиновники министерства внутренних дел, стремившиеся доказать, что ни к каким громким терактам разоблачённый провокатор не был причастен. С трибуны Думы Азефа защищал сам Столыпин (текст выступления см. в статье Азеф). Процесс закончился отставкой ряда полицейских чиновников и осуждением Лопухина (1 мая 1909 г.) к 5 годам каторжных работ с лишением всех прав состояния.
Сенат заменил каторгу ссылкой в Минусинск; в 1911 году Лопухин был частично помилован, переехал в Красноярск; в 1912 году ему было разрешено поселиться в Москве, где он занимался адвокатской практикой, а позже стал вице-директором торгового Сибирского банка.
После Октябрьской революции Лопухин некоторое время оставался в России; новая власть претензий к нему не имела, он даже вел переговоры с большевиками по банковскому вопросу; но в 1920 году с разрешения советского правительства эмигрировал во Францию. Написанные им уже за рубежом мемуары «Отрывки из воспоминаний: (По поводу „Воспоминаний“ гр. С. Ю. Витте)» в 1923 году с предисловием М. Н. Покровского были изданы в Москве и Петрограде.
Умер 1 марта 1928 года в Париже от сердечного приступа.

## В литературе
А. А. Лопухин — один из героев документального очерка М. А. Алданова [lib.ru/RUSSLIT/ALDANOW/azef.txt «Азеф»]: 

Бывший директор департамента полиции, близкий сотрудник Плеве, был русский интеллигент с большим, чем обычно, жизненным опытом, с меньшим, чем обычно, запасом веры, с умом проницательным, разочарованным и холодным, с навсегда надломленною душою

## Сочинения
- Лопухин А. А. Сионизм. Исторический очерк его развития. — 1903. — 149 с.
- Лопухин А. А. Из итогов служебного опыта. Настоящее и будущее русской полиции — Москва: В. М. Саблин, 1907. — 69 с.
- Лопухин А. А. Отрывки из воспоминаний : (По поводу «Воспоминаний» гр. С. Ю. Витте) / А. А. Лопухин С предисл. М. Н. Покровского. — Москва ; Петроград : Гос. изд-во, 1923. — VIII, 98, [1] с.